# Estadio Universitario (UANL)
El Estadio Universitario, también conocido como El Volcán, es un estadio de fútbol que se encuentra situado en el corazón del campus de la Universidad Autónoma de Nuevo León en el municipio metropolitano de San Nicolás de los Garza, Nuevo León. Cuenta con un aforo para 42 500 espectadores. El equipo local es Tigres de la UANL, equipo de fútbol de la Primera División de México. El escenario fue inaugurado el 30 de mayo de 1967 con un partido entre el CF Monterrey y el Atlético de Madrid con resultado final de 1-1. El primer gol lo anotó Mariano Ubiracy.
El Estadio Universitario es conocido en todo el mundo porque allí se popularizó el fenómeno de “La Ola” en el mundial de México 86.

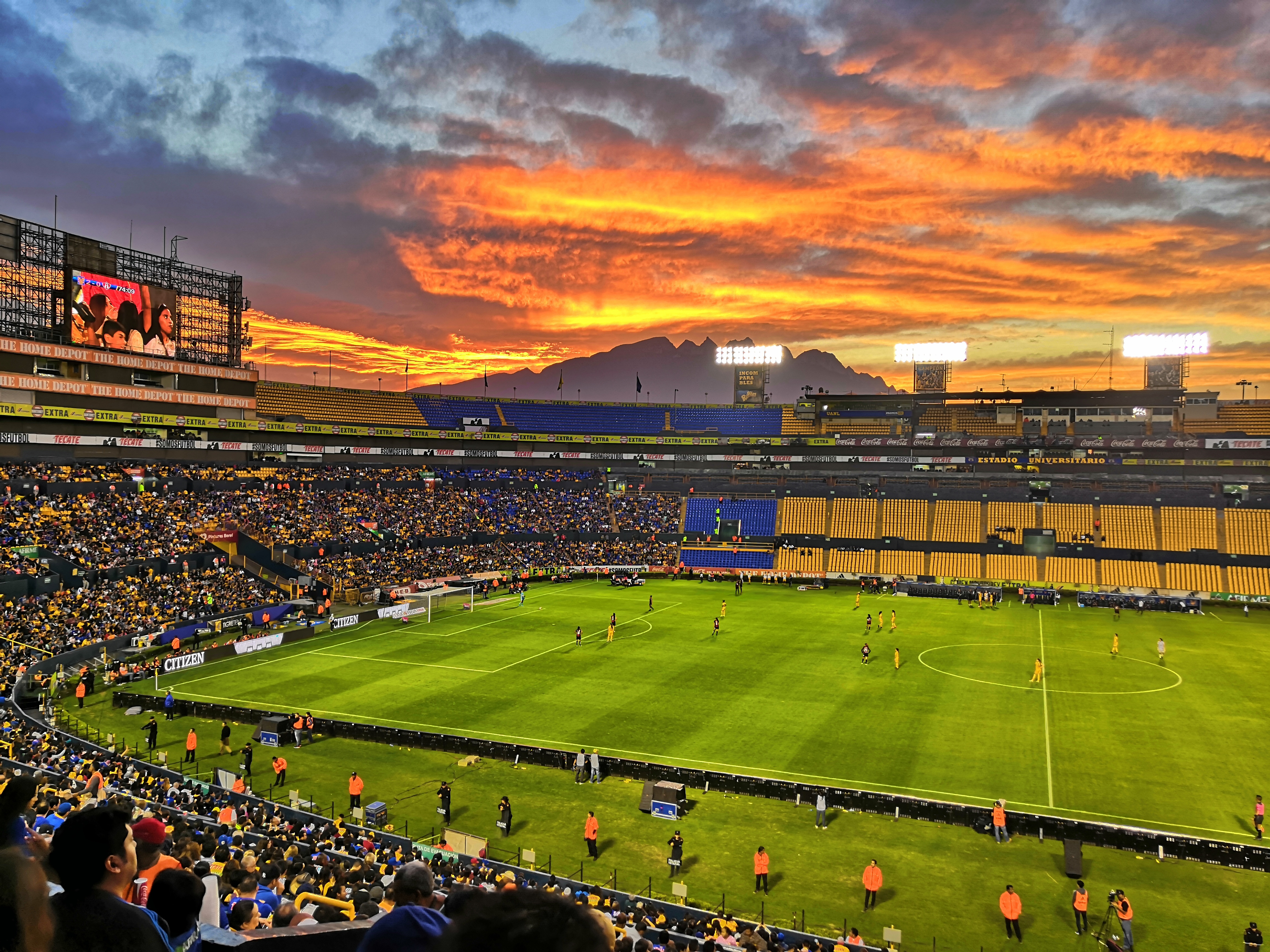
Colorido cielo sobre estadio Universitario, jugando Tigres Femenil vs Atlas Femenil, 3 de febrero del 2020

## Proyecto
La idea surgió del Patronato Universitario, cuyo presidente era el destacado empresario Manuel L. Barragán. La supervisión final de la obra estuvo a cargo de los ingenieros Juvencio Gutiérrez Villarreal (contratista) y Gerardo Torres (supervisor); el costo fue de 23 millones de pesos. En un principio, el estadio se proyectó para un cupo de 90 mil personas, pero por problemas económicos tuvo que reducirse el plan.

## Características

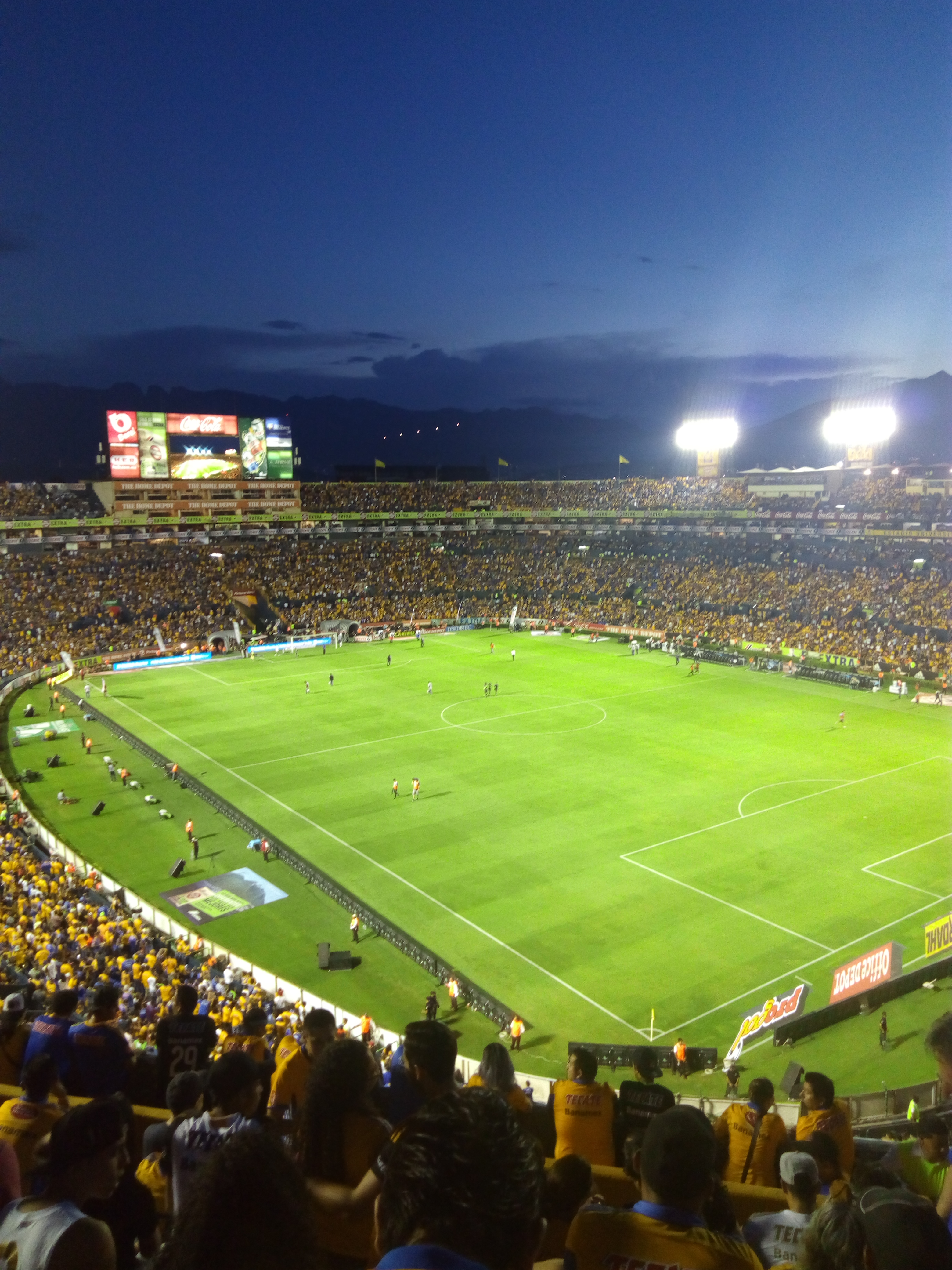
Vista interior del estadio.

Como parte de su tecnología, este recinto deportivo tiene una de las pantallas más grandes de Latinoamérica, con 12.48 metros de ancho por 8.60 metros de alto, además de 25 cámaras de circuito cerrado que graban todo lo que sucede dentro y fuera de la cancha.
El Estadio Universitario cuenta con 220 palcos, 10 suites de lujo, 840 asientos vip y un palco de prensa que alberga a más de 120 periodistas en cada evento. El acceso al lugar es sencillo gracias a las redes de transporte público y su área de estacionamiento, que tiene una capacidad para tres mil 600 vehículos.
Pionera en el uso del circuito cerrado y el Internet inalámbrico, esta sede fue la primera también en adecuar sus instalaciones para recibir en las tribunas y en el estacionamiento a personas con necesidades especiales que se desplazan en sillas de ruedas.
Para el Premundial de 1977 se le hicieron algunos arreglos, incluyendo la construcción del palco de prensa. Entonces, el aforo fue de 46 mil 799 personas, con aproximadamente 0.40 metros por espectador, pero agregando un 10 por ciento de tolerancia se alcanzaba el cupo máximo de 51 mil 457 personas. Después del Mundial de México 1986 se reconoció un aforo de 52 mil aficionados aunque posteriormente se hicieron adecuaciones para dar mayor comodidad y seguridad a los espectadores, por lo que la capacidad actual es de 41 mil 615 personas.

## Historia

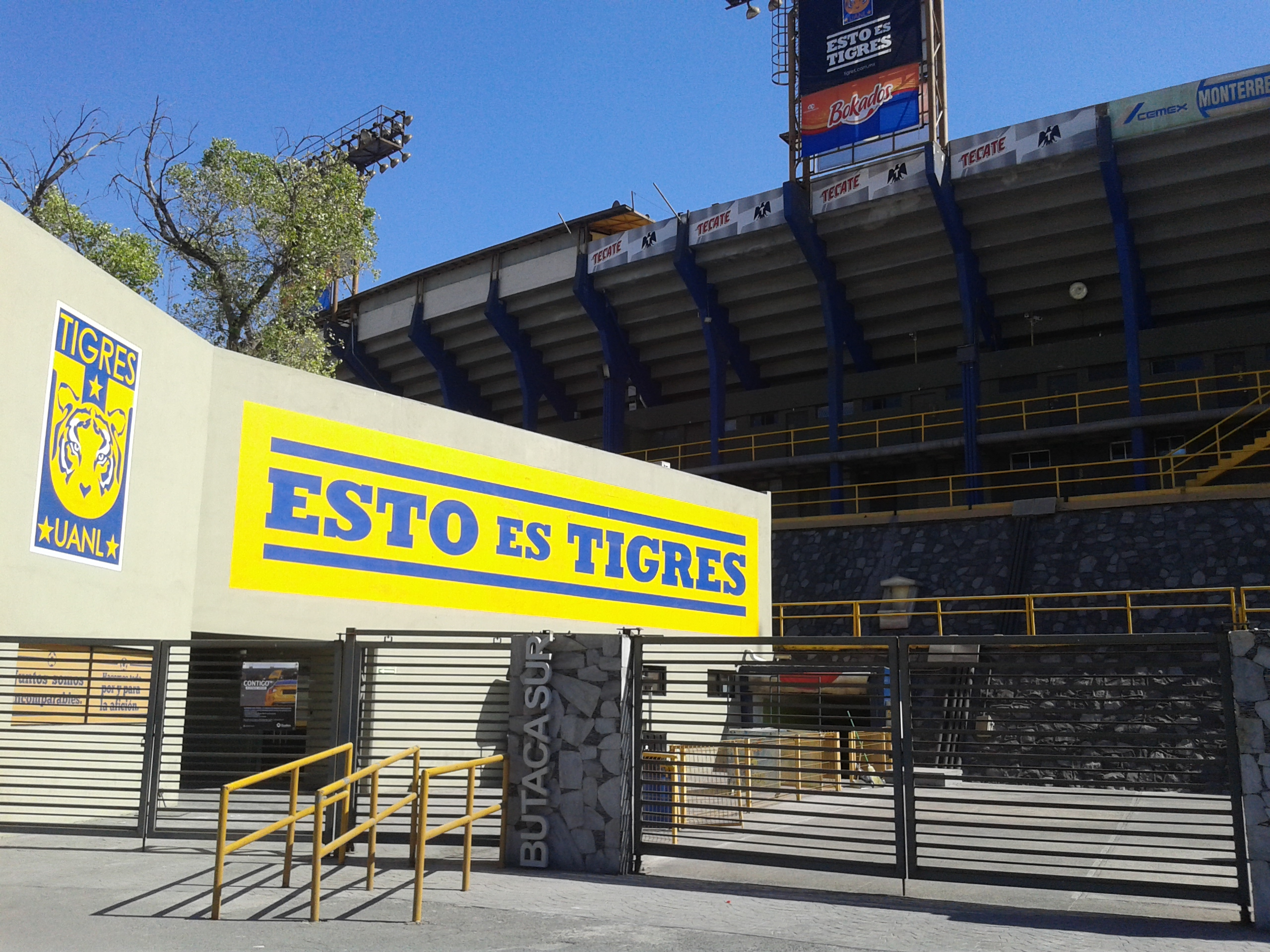
Vista exterior del estadio.

### Pre-Inauguración
El 22 de mayo de 1966, cuando al estadio aún se encontraba en obra gris, se celebraron un par de juegos de fútbol amateur con presencia de público en las gradas. La prensa llamó a este evento la "pre inauguración" del estadio y contó con una asistencia de 10 mil espectadores. En el juego preliminar se disputó el título de Campeón de Campeones de la categoría Juveniles de la Segunda División, que se llevaron los Albinegros de Independencia por marcador de 4-0 sobre el Sacachispas. En el juego estelar se disputó el campeonato de la Liga Interestatal Noreste, en el que los Tigres de la Universidad de Nuevo León (antecedente amateur del actual club profesional) vencieron a los Albinegros de Independencia por marcador de 3 goles a 2.

### Inauguración
El escenario fue inaugurado el 30 de mayo de 1967 por el entonces Gobernador del Estado, Eduardo Livas Villarreal, con un partido entre el CF Monterrey y el Atlético de Madrid, que terminó igualado 1-1. El primer gol fue anotado a los 14 minutos del segundo tiempo por Mariano Ubiracy, centro delantero brasileño prestado por los Tiburones Rojos de Veracruz como refuerzo para enfrentar al equipo español, el cual hacía una gira en México. Los colchoneros, dirigidos por el brasileño Otto Glória, empataron a los 33 minutos del segundo tiempo. Este escenario contaba con un aforo para 32 mil espectadores.

### Eventos internacionales
El Estadio Universitario fue sede del Premundial de 1977, cuando México clasificó invicto al Mundial de Argentina 1978, y del Campeonato Mundial Juvenil de 1983.
Asimismo, fue subsede del Mundial México 1986, donde todo el mundo conoció el estadio porque ahí se popularizó el fenómeno de “La Ola”. También fue en este estadio donde Alemania Federal rompió las ilusiones nacionales con triunfo 4-1 en tandas de penales sobre México en Cuartos de final, tras haber empatado 0-0.
Por sus características como uno de los mejores recintos deportivos del país, fue elegido como sede de la Copa Mundial Sub-17 de la FIFA México 2011, la primera fiesta global de fútbol en el país los últimos 25 años.

### Momentos destacados de Tigres
El Estadio Universitario ha sido testigo de momentos destacados de los Tigres, como fueron:
- El ascenso a Primera División sobre los Leones Negros de la Universidad de Guadalajara en 1973-74.
- Su primer campeonato de Copa México en 1975-76 con triunfo de 2-0 sobre el América.
- La salvación de caer a Segunda División en 1976-77 al imponerse 2-1 al Zacatepec.[1]
- El campeonato del Apertura 2011 donde vencieron a Santos Laguna por un marcador de 3-1, para así sellar el 4-1 de manera global y consagrarse campeones tras 29 años de espera.[7]
- El quinto título de liga del club, mismo que consiguiera en plena Navidad en el Apertura 2016 al derrotar 3-0 en tanda de penales al Club América.
- La goleada por 4-1 al Monterrey en el partido de ida de los cuartos de final del Clausura 2017, para después ganar 2-0 en la vuelta en donde los felinos eliminaron por primera vez al archirrival de la ciudad en liguillas.[8]
- El Bicampeonato de Tigres de la UANL Femenil ante Guadalajara en la Liga MX Femenil, donde por un marcador global de 5 - 3, las universitarias consiguieron uno de los mayores logros de la institución, a la par de consagrarse como 'Las Más Campeonas de México´.

A lo largo de la historia, el Estadio Universitario fue también casa de los Rayados de Monterrey de 1973 a 1980, y también ha sido testigo de dolorosas derrotas de Tigres ante el archirrival de la ciudad, como aquel clásico que ganó La Pandilla del Monterrey 2-1 en el último partido de Tigres en la Primera División antes de su descenso a la Primera División 'A' en la temporada 1995-96, o el primer Clásico Regiomontano en liguillas en el Clausura 2003, donde Monterrey venció en semifinales a Tigres con un categórico 4-1 para después enfilarse al título del fútbol mexicano.
Ante todo, el Estadio Universitario es reconocido como uno de los mejores y más seguros escenarios de todo México para jugar fútbol. Hay jugadores rivales que lo definen como un auténtico monstruo, porque siempre luce a su máxima capacidad. La afición de los Tigres lo llena cada quince días cuando juegan como locales.

### Remodelación
Días después de la inauguración del Estadio BBVA Bancomer del Club de Fútbol Monterrey en 2015, surgieron rumores sobre una remodelación del estadio ya que en la ciudad no habría espacio para construir uno nuevo, luego salió una foto con la maqueta del estadio remodelado y no hubo más.
A principios de 2016, la directiva de los Tigres presentó al entonces gobernador de Nuevo León, Jaime Rodríguez Calderón la propuesta de construir un estadio sobre el Río Santa Catarina, el estadio tendría capacidad para 80 000 personas y sería flotante, la propuesta fue aceptada bajo la condición de que no afectara el cauce del río y que para el mes de junio se pondría la primera piedra del estadio que terminaría en el 2018, sin embargo la CONAGUA rechazó el proyecto, ya que este solo hablaba sobre el cauce del río, que de construirse el estadio, se vería afectado.
Por esto la directiva se vio obligada a considerar la opción de remodelar El Volcán o bien la opción de un nuevo estadio en otro punto del área metropolitana.

## Fútbol americano
El 5 de agosto de 1996 se jugó en este estadio el American Bowl entre los Jefes de Kansas City y los Vaqueros de Dallas, ganando los Jefes por marcador de 32 a 6, evento en el cual la NFL registró 52 247 boletos pagados, arrojando una nueva marca y un verídico conteo al respecto de la capacidad del estadio.
Los Auténticos Tigres, equipo oficial de fútbol americano de la Universidad Autónoma de Nuevo León, suelen jugar en el Estadio Universitario cuando llegan a la final de la ONEFA.

## Conciertos y eventos masivos

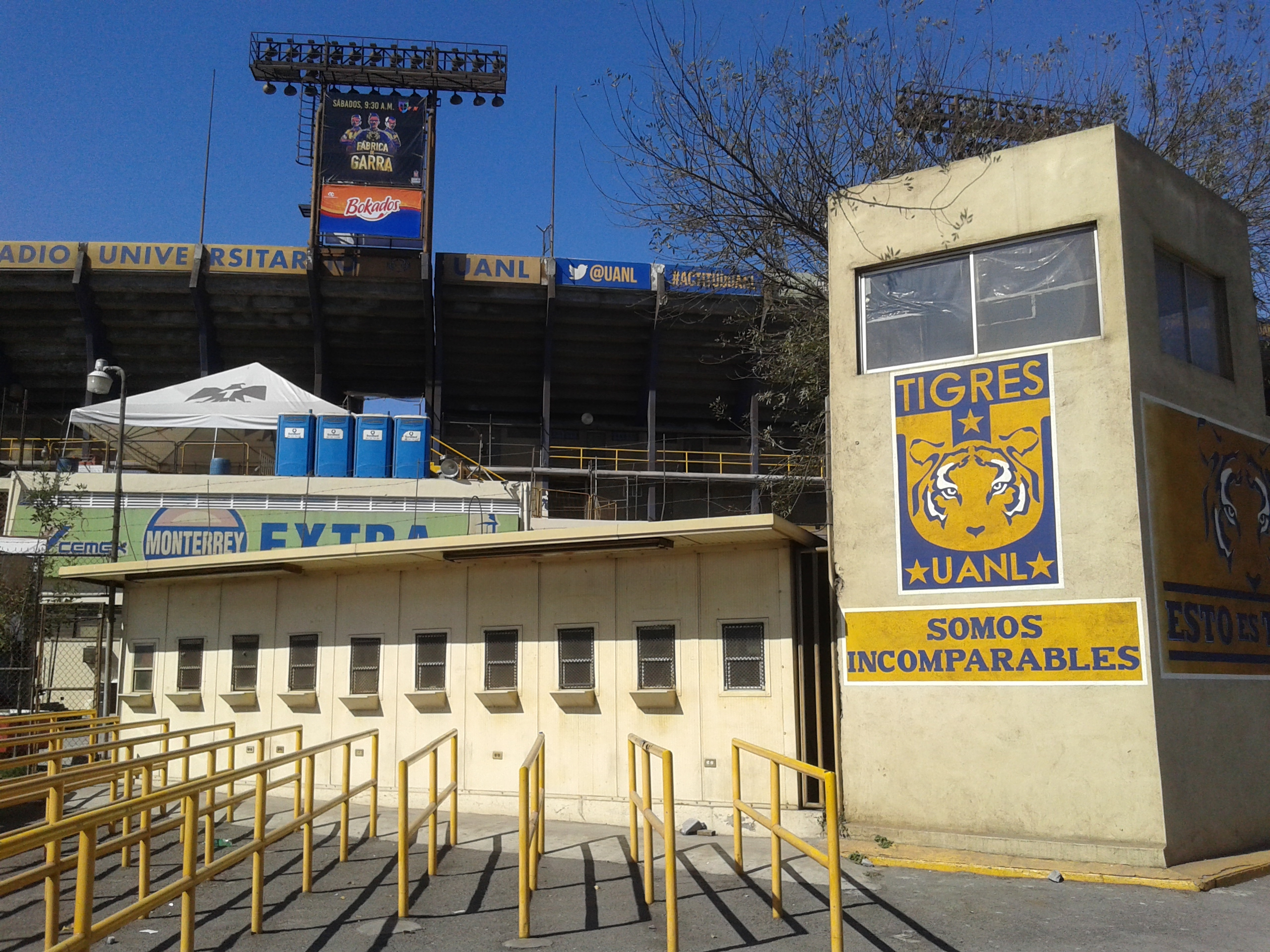
Taquillas del estadio.

En octubre de 1981, el grupo de rock británico Queen se presentó por primera vez en México con más de 50 000 espectadores, reportando que al interpretar la canción "We Will Rock You" se vieron dañados escalones del estadio por la vibraciones de los espectadores emitidas en forma de gritos y brincos.
Otros eventos fueron los conciertos de Rod Stewart y Cyndi Lauper en 1989, Guns N' Roses en 1993, Shakira y The Rolling Stones en el 2006, Roger Waters en el 2007, que visitó este estadio con su gira The Dark Side of the Moon. También después de 13 años, Aerosmith regresó a tierra azteca, y su primer concierto fue en este inmueble el día 18 de abril del año mencionado en su gira "2007 World Tour".
El 9 de noviembre de 2007 se presentó el grupo Soda Stereo con su gira "Me verás volver" atrayendo a 32 000 espectadores con lo cual imponen una marca en la ciudad de Monterrey para una presentación de un grupo de rock en español. Iron Maiden se presentó el miércoles 25 de febrero de 2009 con cerca de 30 000 asistentes. El 3 de marzo de 2010 se presentó Metallica con poco más de 38 000 espectadores.
El 11 de marzo de 2010 se presentó la banda británica Coldplay en el cierre del "Viva la Vida Tour" ante 40 mil personas.

## Partidos internacionales
| Clasificación para el Mundial de 2010; 21 de junio de 2008 | México                                                                               | 7:0 (3:0) | Belice | Estadio Universitario, San Nicolas de los Garza             |                                                             |
| 21:00                                                      | Vela 7' · Guardado 33' · Arce 45+1', 47' · Borgetti 62', 90+3' · Lennen 90+2' (a.g.) | Reporte   |        | Asistencia: 42 000 espectadores Árbitro(s): Silviu Petrescu | Asistencia: 42 000 espectadores Árbitro(s): Silviu Petrescu |

| Amistoso; 7 de septiembre de 2010 | México        | 1:0 (0:0) | Colombia | Estadio Universitario, San Nicolas de los Garza         |                                                         |
| 21:00                             | Hernández 89' | Reporte   |          | Asistencia: 42 000 espectadores Árbitro(s): José Pineda | Asistencia: 42 000 espectadores Árbitro(s): José Pineda |

| Amistoso; 11 de octubre de 2018 | México                                       | 3:2 (1:2) | Costa Rica                     | Estadio Universitario, San Nicolas de los Garza           |                                                           |
| 20:00                           | Guzmán 33' · Martín 56' · Jiménez 71' (pen.) |           | Campbell 29' · Ruiz 44' (pen.) | Asistencia: 42 000 espectadores Árbitro(s): Óscar Moncada | Asistencia: 42 000 espectadores Árbitro(s): Óscar Moncada |

### Copa Mundial de Fútbol de 1986
- Primera Fase (Grupo F)

| 2 de junio de 1986, 16:00 | Marruecos | 0:0     | Polonia | Estadio Universitario, San Nicolás de los Garza                                |                                                                                |
|                           |           | Reporte |         | Asistencia: 19 900 espectadores Árbitro(s): José Luis Martínez Bazán (Uruguay) | Asistencia: 19 900 espectadores Árbitro(s): José Luis Martínez Bazán (Uruguay) |

| 7 de junio de 1986, 16:00 | Polonia      | 1:0 (0:0) | Portugal | Estadio Universitario, San Nicolás de los Garza                   |                                                                   |
|                           | Smolarek 68' | Reporte   |          | Asistencia: 19 915 espectadores Árbitro(s): Ali Bennaceur (Túnez) | Asistencia: 19 915 espectadores Árbitro(s): Ali Bennaceur (Túnez) |

- Octavos de Final

| 17 de junio de 1986, 16:00 | Marruecos | 0:1 (0:0) | Alemania Federal | Estadio Universitario, San Nicolás de los Garza            |                                                            |
|                            |           | Reporte   | Matthäus 88'     | Asistencia: 19 800 espectadores Árbitro(s): Zoran Petrovic | Asistencia: 19 800 espectadores Árbitro(s): Zoran Petrovic |

- Cuartos de Final

| 21 de junio de 1986, 16:00                               | Alemania Federal                        | 0:0 (t. s.)(4:1 p.)        | México                      | Estadio Universitario, San Nicolás de los Garza                 |                                                                 |
|                                                          |                                         | Reporte                    |                             | Asistencia: 41 700 espectadores Árbitro(s): Jesús Díaz Palacios | Asistencia: 41 700 espectadores Árbitro(s): Jesús Díaz Palacios |
|                                                          |                                         | Tiros desde el punto penal |                             |                                                                 |                                                                 |
|                                                          | Allofs · Brehme · Matthäus · Littbarski |                            | Negrete · Quirarte · Servín |                                                                 |                                                                 |
| Primer partido de la Segunda Fase que termina sin goles. |                                         |                            |                             |                                                                 |                                                                 |

### Copa Mundial de Fútbol Sub-17 de 2011
- Primera Fase

| 18 de junio de 2011, 15:00 | Francia                     | 3:0 (3:0) | Argentina | Estadio Universitario, San Nicolás de los Garza            |                                                            |
|                            | Benzia 35' 45' · Haller 38' | Reporte   |           | Asistencia: 16 200 espectadores Árbitro(s): Roberto García | Asistencia: 16 200 espectadores Árbitro(s): Roberto García |

| 18 de junio de 2011, 18:00 | Japón         | 1:0 (0:0) | Jamaica | Estadio Universitario, San Nicolás de los Garza         |                                                         |
|                            | Matsumoto 61' | Reporte   |         | Asistencia: 8 000 espectadores Árbitro(s): Néant Alioum | Asistencia: 8 000 espectadores Árbitro(s): Néant Alioum |

| 21 de junio de 2011, 15:00 | Japón             | 1:1 (0:1) | Francia     | Estadio Universitario, San Nicolás de los Garza            |                                                            |
|                            | Ishige 49' (pen.) | Reporte   | Yaisien 24' | Asistencia: 4 827 espectadores Árbitro(s): Víctor Carrillo | Asistencia: 4 827 espectadores Árbitro(s): Víctor Carrillo |

| 21 de junio de 2011, 18:00 | Jamaica    | 1:2 (0:1) | Argentina            | Estadio Universitario, San Nicolás de los Garza           |                                                           |
|                            | Barnes 89' | Reporte   | Silva 23' · Pugh 63' | Asistencia: 9 150 espectadores Árbitro(s): Pavel Královec | Asistencia: 9 150 espectadores Árbitro(s): Pavel Královec |

| 24 de junio de 2011, 15:00 | Jamaica  | 1:1 (1:0) | Francia    | Estadio Universitario, San Nicolás de los Garza           |                                                           |
|                            | Lewis 9' | Reporte   | Benzia 58' | Asistencia: 7 566 espectadores Árbitro(s): Hélder Martins | Asistencia: 7 566 espectadores Árbitro(s): Hélder Martins |

| 24 de junio de 2011, 18:00 | México                                     | 3:2 (2:0) | Países Bajos             | Estadio Universitario, San Nicolás de los Garza                    |                                                                    |
|                            | Casillas 29' · Fierro 43' · González 90+4' | Reporte   | Depay 47' · Ebecilio 63' | Asistencia: 29 000 espectadores Árbitro(s): Víctor Carrillo (Perú) | Asistencia: 29 000 espectadores Árbitro(s): Víctor Carrillo (Perú) |

- Octavos de Final

| 29 de junio de 2011, 18:00 | Japón                                                                | 6:0 (4:0) | Nueva Zelanda | Estadio Universitario, San Nicolás de los Garza                   |                                                                   |
|                            | Ishige 20' 22' · Hayakawa 32' 80' · Colvey 42' (a.g.) · Minamino 56' | Reporte   |               | Asistencia: 7 930 espectadores Árbitro(s): Stephen Studer (Suiza) | Asistencia: 7 930 espectadores Árbitro(s): Stephen Studer (Suiza) |

- Cuartos de Final

| 3 de julio de 2011, 15:00 | Uruguay                     | 2:0 (2:0) | Uzbekistán | Estadio Universitario, San Nicolás de los Garza                    |                                                                    |
|                           | Charamoni 29' · Aguirre 64' | Reporte   |            | Asistencia: 11 015 espectadores Árbitro(s): Neant Alioum (Camerún) | Asistencia: 11 015 espectadores Árbitro(s): Neant Alioum (Camerún) |

### Campeonato Femenino de la CONCACAF 2022
- Ronda Preliminar

| 17 de febrero de 2022 | México | 9:0 (4:0)                     | Surinam | Estadio Universitario, San Nicolás de los Garza |                          |
| 20:00 (UTC-6)         | - Mayor 9' - Martínez 24', 33' - García 45+2', 48' - Bernal 62' - Jaramillo 75' - Reyes 88' - Cervantes 89' | FIFA Reporte CONCACAF Reporte |         | Árbitra: Myriam Marcotte                        | Árbitra: Myriam Marcotte |